# سانجیوانی جادهاو
سانجیوانی جادهاو (انگلیسی: Sanjivani Jadhav؛ زادهٔ ۱۲ ژوئیهٔ ۱۹۹۶) ورزشکار دو و میدانی اهل هند است.
وی در مسابقات کشوری و بین‌المللی در مجموع برندهٔ ۲ مدال برنز شده‌است.